# Schuko

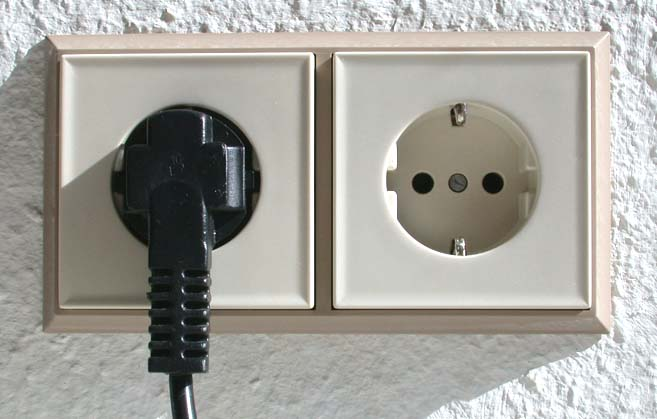
Soquete Schuko duplo com um plugue inserido. O ponto no meio do soquete é uma cabeça de parafuso, não um terceiro furo

"Schuko" é uma marca registrada referente a um sistema de plugues e tomadas de alimentação em corrente alternada, definido como " CEE 7/3" (tomada) e "CEE 7/4" ( plugue). Um plugue Schuko possui dois pinos redondos de 4,8 mm de diâmetro com 19 mm de comprimento e separados 19 mm entre si para os contatos de linha e neutro, além de duas áreas de contato planas no lado superior e inferior do plugue para o aterramento. A tomada (que geralmente é, por engano, também chamado de CEE 7/4) tem um recesso predominantemente circular com 17,5 mm de profundidade, duas aberturas redondas simétricas nas laterais e dois grampos de aterramento, posicionados para garantir que o aterramento esteja sempre engatado antes do contato do pino energizado. Os plugues e soquetes Schuko são conectores simétricos. Eles podem ser acoplados de duas maneiras, portanto não são polarizados. Tal como acontece com a maioria dos tipos de tomadas europeias, as tomadas Schuko aceitam Europlugs . Os plugues Schuko são considerados um design muito seguro quando usados em tomadas Schuko, mas também podem ser inseridos em outros padrões, resultando uma conexão insegura.
"Schuko" é uma abreviação do termo alemão Schutzkontakt (literalmente: contacto de protecção), o que indica que o plugue e tomada estão equipadas com contatos de aterramento (sob a forma de grampos em vez de pinos). Os conectores Schuko são normalmente utilizados em circuitos com 230 V, 50 Hertz, para correntes até 16 A.

## História
O sistema Schuko teve origem na Alemanha. Acredita-se que data de 1925 e é atribuída a Albert Büttner, um fabricante bávaro de acessórios elétricos. A empresa de Büttner, Bayerische Elektrozubehör AG , foi concedida a patente DE 489 003 em 1930 para Stecker mit Erdungseinrichtung ('plugue com dispositivo de aterramento'). Patente de Büttner DE 370 538 é frequentemente citado como referindo-se a Schuko, mas na verdade se refere a um método de unir todas as partes de um plugue ou soquete com um único parafuso que também fornece fixação para os fios; não há menção à aterramento na DE 370538. Nessa época a Alemanha usava um sistema 220 V em fase dividida, com tensão de 110V entre fase e terra, o que significava que eram necessários fusíveis em ambos os polos do aparelho e interruptores de pólo duplo. Variações do plugue original da Schuko são usadas hoje em mais de 40 países, incluindo a maior parte da Europa Continental.